# Jōtō
Jōtō (城東区, Jōtō-ku) és un dels 24 districtes urbans de la ciutat d'Osaka, capital de la prefectura homònima, a la regió de Kansai, Japó. El nom del districte, Jōtō, pot traduir-se al català com a "l'est del castell", fent referència al castell d'Osaka i a la seua posició geogràfica.

## Geografia
El districte de Jôtô es troba localitzat al nord-est de la ciutat d'Osaka, al centre de la prefectura homònima. Pel districte flueixen els rius Neya, Hirano i Shirokita. El districte de Jôtô limita amb Miyakojima i Asahi al nord, amb Tsurumi i Higashiosaka a l'est i amb Chūō a l'oest, mentres que al sud limita amb Higashinari.

### Barris
Els barris del districte de Jôtô són els següents:
- Imafuku-Higashi (今福東)
- Imafuku-Nishi (今福西)
- Imafuku-Minami (今福南)
- Gamō (蒲生)
- Shigita (新喜多)
- Shigita-Higashi (新喜多東)
- Shigino-Higashi (鴫野東)
- Shigino-Nishi (鴫野西)
- Suwa (諏訪)
- Seiiku (成育)
- Sekime (関目)
- Chūō (中央)
- Tennōden (天王田)
- Nakahama (中浜)
- Nagata (永田)
- Noe (野江)
- Hanaten-Nishi (放出西)
- Higashinakahama (東中浜)
- Furuichi (古市)
- Morinomiya (森之宮)

## Història
L'àrea que actualment compon el districte va formar part en l'antiguitat de diferents municipis del ja desaparegut districte de Higashinari, els quals el 1916 es fusionaren en un poble ja anomenat Jōtō. L'any 1925 el territori s'incorpora dins de la ciutat d'Osaka formant part del districte de Higashinari. Finalment, l'1 d'abril de 1943 nàix el districte de Jôtô fruit de l'escissió d'una part del sud del districte d'Asahi i la part del nord-oest del districte de Higashinari. L'any 1974 el districte va patir l'escissió de la seua part més oriental, la qual es constitueix com el districte de Tsurumi. Al referèndum del 2015 i al referèndum de 2020 sobre el projecte metropolità d'Osaka, l'electorat de Jôtô va votar a favor de dissoldre la ciutat.

## Demografia
El districte de Jôtô té la major densitat poblacional, no només d'Osaka, sinó de qualsevol ciutat designada del Japó. Fa poc temps va ser superat en els dos títols pel districte de Nishi, tot i que amb una mínima diferència de menys de 100 persones. No obstant això, Jôtô és, ara junt a Nishi, l'únic districte urbà del Japó en superar les 20.000 persones per quilòmetre quadrat.

## Transport

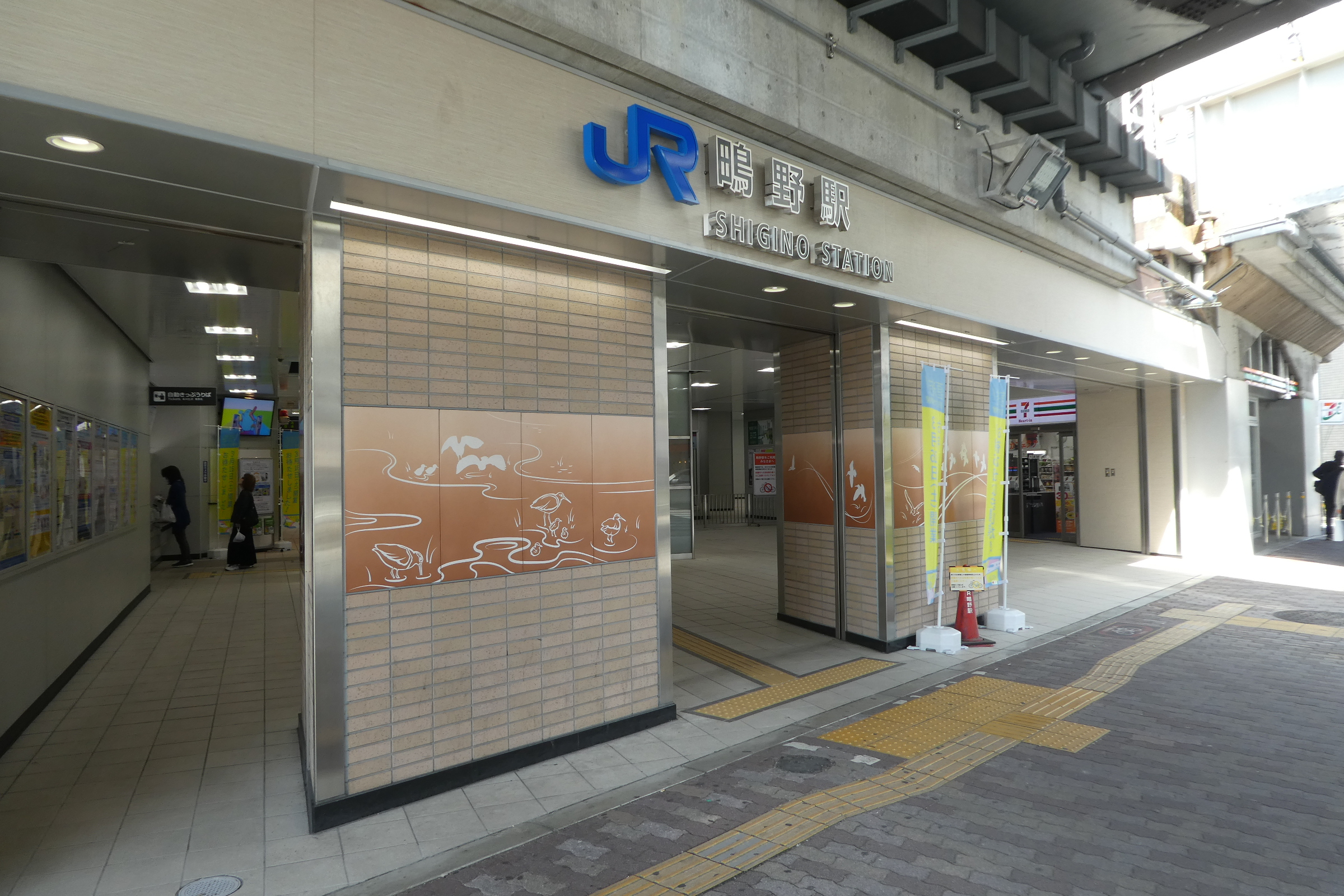
Estació de Shigino

### Ferrocarril
- Companyia de Ferrocarrils del Japó Occidental (JR West)
  - Kyōbashi - Ōsakajōkōen - Shigino - Noe-JR
- Metro d'Osaka
  - Gamō Yonchōme - Imafuku-Tsurumi - Fukaebashi
- Ferrocarril Elèctric Keihan
  - Noe - Sekime

### Carretera
- Autopista Hanshin
- Nacional 1 - Nacional 163 - Nacional 479